# Eleições estaduais em Goiás em 1962
As eleições estaduais em Goiás em 1962 ocorreram em 7 de outubro como parte das eleições gerais em 22 estados e nos territórios federais do Amapá, Rondônia e Roraima. Foram eleitos os senadores Pedro Ludovico Teixeira e José Feliciano Ferreira, além de 13 deputados federais e 39 deputados estaduais.
Pai do governador Mauro Borges, o médico Pedro Ludovico Teixeira nasceu na cidade de Goiás e graduou-se pela Universidade Federal do Rio de Janeiro. De volta ao seu estado natal, clinicou em Bela Vista de Goiás e Rio Verde, onde conheceu Gercina Borges, filha do comerciante, fazendeiro e político Antônio Martins Borges. Agropecuarista e jornalista, destacou-se nas páginas de O Sudoeste como opositor da família Caiado. Levado à prisão no mesmo dia onde aconteceu o estouro da Revolução de 1930, foi libertado e escolhido interventor federal pelo presidente Getúlio Vargas. Eleito governador pelos deputados estaduais em 1935 na legenda do Partido Social Republicano, logo retornaria à condição de interventor graças ao Estado Novo. Fundador de Goiânia, a nova capital do estado, e construtor do Palácio das Esmeraldas, permaneceu no cargo até 1945 quando foi eleito senador via PSD. Em 1950 foi eleito governador de Goiás e depois senador em 1954 e 1962. Opositor do Regime Militar de 1964, viu o filho ser deposto do governo estadual e o próprio Pedro Ludovico Teixeira teve o mandato cassado pelo Ato Institucional Número Cinco em 1969 e seus direitos políticos suspensos. Na época era filiado ao MDB.
Natural de Jataí e formado Universidade Federal do Rio de Janeiro, o advogado José Feliciano Ferreira fez carreira política no PSD a partir de 1947 ao eleger-se vereador em sua cidade natal. Eleito deputado estadual em 1950, foi líder de sua bancada e presidente da Assembleia Legislativa de Goiás. Secretário de Educação nos governos de Jonas Duarte e José Ludovico de Almeida, foi eleito governador em 1958 para um mandato de dois anos. Em 1961 foi eleito suplente de senador na chapa de Juscelino Kubitschek e no ano seguinte conquistou sua própria cadeira no Senado Federal.

## Resultado da eleição para senador
Conforme o Tribunal Superior Eleitoral foram apurados 520.781 votos nominais.
| Candidatos a senador da República | Primeiro suplente de senador | Número | Coligação           | Votação | Percentual |
| --------------------------------- | ---------------------------- | ------ | ------------------- | ------- | ---------- |
| Pedro Ludovico Teixeira PSD       | José Elias Isaac PSD         | -      | PSD (sem coligação) | 197.707 | 37,96%     |
| José Feliciano Ferreira PSD       | Armando Storni PSD           | -      | PSD (sem coligação) | 168.150 | 32,29%     |
| Coimbra Bueno UDN                 | Henrique Fanstone UDN        | -      | UDN, PL, PSP, PDC   | 108.709 | 20,88%     |
| Geraldo Vale UDN                  | Clotário Meira Barreto UDN   | -      | UDN, PL, PSP, PDC   | 46.215  | 8,87%      |

## Deputados federais eleitos
São relacionados os candidatos eleitos com informações complementares da Câmara dos Deputados.

Representação eleita
  PSD: 7
  PTB: 2
  PSP: 2
  UDN: 2

| Deputados federais eleitos | Partido | Votação | Percentual | Cidade onde nasceu | Unidade federativa |
| José Freire                | PSD     | 24.257  |            | Arraias            | Tocantins          |
| José Peixoto da Silveira   | PSD     | 22.655  |            | Cristais           | Minas Gerais       |
| Rezende Monteiro           | PTB     | 20.671  |            | Caiapônia          | Goiás              |
| Celestino Filho            | PSD     | 16.765  |            | Corumbaíba         | Goiás              |
| Anísio Rocha               | PSD     | 15.738  |            | Palmeiras          | Bahia              |
| Haroldo Duarte             | PTB     | 15.644  |            | Anápolis           | Goiás              |
| Geraldo de Pina            | PSD     | 15.519  |            | Pirenópolis        | Goiás              |
| Castro Costa               | PSD     | 14.097  |            | Trindade           | Goiás              |
| Benedito Vaz               | PSD     | 13.794  |            | Ipameri            | Goiás              |
| Alfredo Nasser             | PSP     | 12.994  |            | Caiapônia          | Goiás              |
| José Ludovico de Almeida   | PSP     | 12.656  |            | Itaberaí           | Goiás              |
| Emival Caiado              | UDN     | 12.542  |            | Goiás              | Goiás              |
| Jales Machado              | UDN     | 8.182   |            | Alfenas            | Minas Gerais       |

## Deputados estaduais eleitos
Estavam em jogo as 39 cadeiras da Assembleia Legislativa de Goiás.

Representação eleita
  PSD: 21
  UDN: 8
  PTB: 4
  PDC: 4
  PSB: 1
  PSP: 1

| Deputados estaduais eleitos       | Partido | Votação | Percentual | Cidade onde nasceu  | Unidade federativa |
| Iris Rezende                      | PSD     | 10.188  |            | Cristianópolis      | Goiás              |
| Antônio Magalhães                 | PSD     | 8.207   |            | Formoso             | Goiás              |
| Walteno Cunha Barbosa             | PSD     | 7.863   |            | Catalão             | Goiás              |
| Almir Turisco de Araújo           | PSD     | 7.713   |            | Macaúbas            | Bahia              |
| Anapolino de Faria                | PSD     | 7.306   |            | Anápolis            | Goiás              |
| Sebastião Arantes                 | PSD     | 6.569   |            | Rio Verde           | Goiás              |
| Francisco Maranhão Japiassu       | PSD     | 5.625   |            | Carolina            | Maranhão           |
| José Sebba                        | PSD     | 5.612   |            | Catalão             | Goiás              |
| Clotário de Freitas               | PSD     | 5.004   |            | Jaraguá             | Goiás              |
| Luziano Ferreira de Carvalho      | PSD     | 4.898   |            | Jataí               | Goiás              |
| Edson Monteiro de Godoy           | PSD     | 4.897   |            | Santa Cruz de Goiás | Goiás              |
| Jaime Florentino de Farias        | PSD     | 4.874   |            | Balsas              | Maranhão           |
| Osires Teixeira                   | PSD     | 4.780   |            | Santa Cruz de Goiás | Goiás              |
| Brito Miranda                     | PSD     | 4.681   |            | Pedro Afonso        | Tocantins          |
| José Porfírio de Souza            | PSB     | 4.663   |            | Pedro Afonso        | Tocantins          |
| Getúlio Vaz da Costa              | UDN     | 4.536   |            | Inhumas             | Goiás              |
| Genésio Borges de Andrade         | UDN     | 4.448   |            | Itumbiara           | Goiás              |
| Sidney Ferreira                   | UDN     | 4.402   |            | Jataí               | Goiás              |
| Eurico Barbosa dos Santos         | UDN     | 4.402   |            | Morrinhos           | Goiás              |
| Vespasiano da Costa Ferreira      | PSD     | 4.144   |            | Silvânia            | Goiás              |
| João Abraão                       | PSD     | 4.047   |            | Araguari            | Minas Gerais       |
| Adailton de Oliveira Moraes       | PSD     | 3.952   |            | Carolina            | Maranhão           |
| José Teodoro Rodrigues Filho      | PSD     | 3.943   |            | Morrinhos           | Goiás              |
| Domingos Mendes da Silva          | PSD     | 3.885   |            | Salvador            | Bahia              |
| Olímpio Jaime                     | PSP     | 3.823   |            | Pirenópolis         | Goiás              |
| Ary Valadão                       | UDN     | 3.768   |            | Anicuns             | Goiás              |
| Darcy Gomes Marinho               | UDN     | 3.762   |            | Carolina            | Maranhão           |
| Eliezer José Pena                 | PSD     | 3.755   |            | Taquarituba         | São Paulo          |
| José Barbosa Reis                 | PSD     | 3.663   |            | Pontalina           | Goiás              |
| João Netto de Campos              | PDC     | 3.501   |            | Catalão             | Goiás              |
| Joaquim Olinto de Jesus Meireles  | PSP     | 3.462   |            | Luziânia            | Goiás              |
| Almerinda Magalhães Arantes       | PTB     | 3.323   |            | Posse               | Goiás              |
| Joaquim Batista de Abreu Cordeiro | PSP     | 3.264   |            | Arraias             | Tocantins          |
| Gustavo Balduíno Santa Cruz       | PDC     | 2.912   |            | Posse               | Goiás              |
| Gilberto Santana Filho            | PTB     | 2.755   |            | Piracanjuba         | Goiás              |
| Edmar de Souza Rezende            | PSB     | 2.612   |            | Dores do Indaiá     | Minas Gerais       |
| Raimundo Santana Amaral           | PTB     | 2.605   |            | Uruaçu              | Goiás              |
| Elcival Caiado                    | PDC     | 2.539   |            | Goiás               | Goiás              |
| João Carneiro de Castro Vaz       | PDC     | 2.375   |            | Ipameri             | Goiás              |